# Eliseo Gilberto Aviña Gómez
Eliseo Gilberto Aviña Gómez (Celaya, Guanajuato, México, 7 de marzo de 1972), es un director y realizador mexicano,  ganador en la categoría 'Mejor Cortometraje' y 'Mejor Director' en el Latin American Film Festival de Berlín. Nominado a 'Mejor Fotografía' en el VIAFF, Vancouver Latin American Film Festival y Mención Honorífica al 'Cortometraje Ecológico' MARFICI por su cortometraje Más allá de la roca., Otro de sus proyectos con nominaciones y premios internacionales es Kharmina.

## Biografía
Es hijo del Ingeniero mexicano Eliseo Gilberto Aviña Martínez y de Silvia Margarita Gómez Gutiérrez. Trabaja actualmente en diferentes proyectos cinematográficos y puestas en escena de teatro, ha compartido miles de experiencias con varios actores, directores y productores de talla internacional. 
Estudió la Licenciatura en Ciencias y técnicas de la comunicación en la Universidad del Valle de Atamajac Guadalajara, Jalisco, México.
Participó en la telenovela La vecina, y en la producción de la miniserie conmemorativa del centenario de las Batallas de Celaya junto al actor, director y productor Eric del Castillo y en las películas, Cronos, Amores perros, Los Inadaptados, Once Upon in México, Titanic y Niñas mal.
En 1997 funda la Cinemedia Studios casa productora audiovisual en Guadalajara.
En 2003 funda  Cinemedia Films casa productora y distribuidora content partner de Amazon Prime Video.
En 2010 funda la Cinemedia Casting pool de talento de actores y actrices al servicio de la producción audiovisual nacional e internacional audiovisual en Guadalajara.
En 2013 funda la Academia Guanajuatense de Cinematografía A.C., que hasta la fecha ha participado en varios proyectos audiovisuales por todo el estado de Guanajuato, como Las batallas de Celaya.
Durante 2007 viajó a Buenos Aires y Uruguay para grabar su primer documental para Natgeo, con la ayuda de los productores, Tweety González y Juan Campodónico.
Su inicio en el 7º Arte tuvo lugar en la película Cronos de su tío, maestro y amigo Guillermo del Toro, quien lo invita en 1993 a trabajar en el departamento de producción y arte de la película, con la cual Guillermo del Toro desde 1993 le dejara ese deseo por ser un artista del celuloide.
Estudió cine en México en el CUEC, después de lo cual fue becado para especializarse en Cine Digital en la New York Film Academy.
Tiene la maestría en Dirección y realización Cinematográfica, una especialidad en Cine Digital, Modelado y Animación 3D. También cuenta con el 
Certificado en Autodesk Maya y 3Ds Max, así como en Adobe After Effects.
De enero de 2000 hasta la fecha es Director de Cinemedia Creative Group.
Gilberto se ha destacado por su trabajo como director, realizador, productor, guionista, posproductor, artista del 3D en diferentes proyectos cinematográficos y televisivos en todo el país, desde años anteriores tenía el proyecto de crear la Academia Guanajuatense de Cinematografía, con el fin de dar difusión a la cultura cinematográfica del país y de su estado natal.
En 2012 realizó una gira por el continente europeo, presentando su Cortometraje Kharmina. Tuvo tanto éxito que varios meses después volvió a presentar diferentes proyectos audiovisuales.
El 19 de septiembre de 2011 obtuvo una entrevista para la revista Cinemania.
Ha participado en concursos y festivales de cine como Guadalajara, Cannes y Lakino en GIFF.
En el 2015 inició una etapa como Director de teatro con la puesta en escena de la obra teatral Revelación escrita, producida y dirigida por él mismo.
Durante su carrera como director de cine ha incursionado en la dirección de vídeoclips musicales de grupos como Los cuisillos, Gerardo Ortìz, Calibre 50, Grupo SS Norteño Banda, entre otros.

## Discografía
- Anexo:Música en 2012: Más Allá de la Roca
- Anexo:Música en 2013: Kharmina
- Anexo:Música en 2015: Revelación

## Filmografía

### Cine
| Título                     | Año  | Comentario                                |
| -------------------------- | ---- | ----------------------------------------- |
| Cronos                     | 1993 | Largometraje: Departamento de Arte        |
| El timbre                  | 1996 | Director                                  |
| Amores perros              | 2000 | Largometraje: Producción                  |
| Antiques                   | 2001 | Opera Prima Largometraje                  |
| Ciudades oscuras           | 2002 | Entrenamiento como Asistente de Dirección |
| A quien resulte ofendida   | 2004 | Cortometraje: Director                    |
| La Minal                   | 2006 | Cortometraje: Director                    |
| Dual Fem's                 | 2007 | Director de Fotografía                    |
| Ofelia                     | 2010 | Actor                                     |
| El Boiler                  | 2010 | Cortometraje: Director                    |
| Más allá de la roca        | 2012 | Cortometraje: Director                    |
| Kharmina                   | 2013 | Cortometraje: Director                    |
| Un gallo con muchos huevos | 2014 | Largometraje de Animación                 |
| Las batallas de Celaya     | 2015 | Miniserie                                 |

## Premios y nominaciones
| Año  | Categoría                    | Película            | Resultado |
| ---- | ---------------------------- | ------------------- | --------- |
| 2013 | Mejor Cortometraje           | Kharmina            | Ganador   |
| 2013 | Mejor director               | Kharmina            | Ganador   |
| 2013 | Mejor guion original         | Kharmina            | Ganador   |
| 2012 | Mejor Cortometraje Ecológico | Más allá de la roca | Nominado  |
| 2012 | Mejor Fotografía             | Más allá de la roca | Nominado  |
| 2012 | Mejor director               | Más allá de la roca | Nominado  |
| 2012 | Selección Oficial Cannes     | Kharmina            | Nominado  |

## Televisión
| Año  | Película            | Secciòn                       | Notas                  |
| ---- | ------------------- | ----------------------------- | ---------------------- |
| 2015 | Cinergia Televisión | Cinema24                      | Productor y Realizador |
| 2013 | Premier Televisión  | Corre Cámara                  | Productor y conductor  |
| 2012 | Premier Televisión  | Corre Cámara                  | Productor y conductor  |
| 2011 | Extranormal         | Películas malditas            | Serie de TV            |
| 2000 | Megacable           | Operador Master y Continuidad | Serie de TV            |
| 1990 | Canal Once Celaya   | Operador Master               | Serie de TV            |